# Wellenblättriges Katharinenmoos
Das Wellenblättrige Katharinenmoos oder Kahlmützenmoos (Atrichum undulatum)
bildet lockere, dunkelgrüne, bis zehn Zentimeter hohe Rasen.
Seine Sprosse sind unterirdisch zusammenhängend und leicht ablösbar. Die Stängel sind aufrecht, nicht verzweigt und rings beblättert.
Die Blätter sind fünf bis zehn Millimeter lang, zungenförmig, lanzettlich und quer gewellt, die Unterseite ist gezähnt. Der Blattrand ist grob doppelt gezähnt und gesäumt. Die Rippe auf der Blattoberseite hat aufrechte Lamellen.

## Ökologie und Verbreitung
Das Wellenblättrige Katharinenmoos kommt auf schattigen, humusreichen, mehr oder weniger feuchten, lehmigen Böden vor, so etwa an Wegböschungen in Laubwäldern.
Es ist in Europa außer in den nördlichen Gebieten weit verbreitet. Ferner findet es sich in Nordamerika und Asien, wie auch in Algerien und auf den Azoren.

## Ähnliche Arten
Ähnliche Arten sind das Schwanenhals-Sternmoos (Mnium hornum), allerdings ohne Lamellen auf der Rippe, und Plagiomnium undulatum. Bei ihm ist die Blattspitze abgerundet und die Blattunterseite glatt.

## Namensgebung
Der deutsche Apotheker und Botaniker Jakob Friedrich Ehrhart benannte 1780 dieses Moos nach der russischen Zarin Katharina der Großen. Der wissenschaftliche Gattungsname leitet sich vom griechischen Wort ἄθριξ athrix „haarlos“ ab. Das Artepitheton kommt vom lateinischen Wort unda „Welle“.

## Bilder

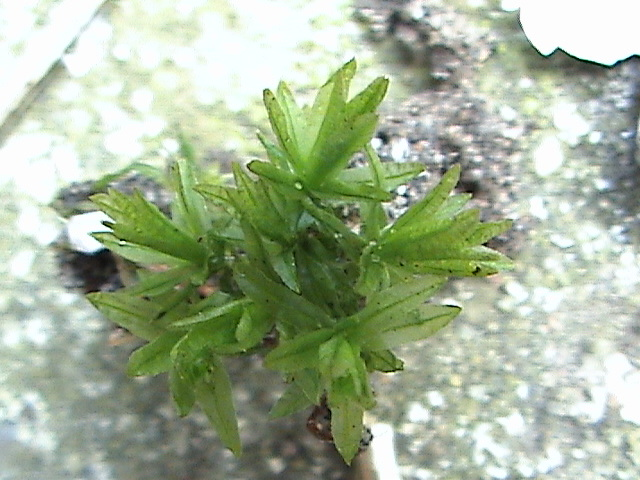
Laubblätter Nahaufnahme
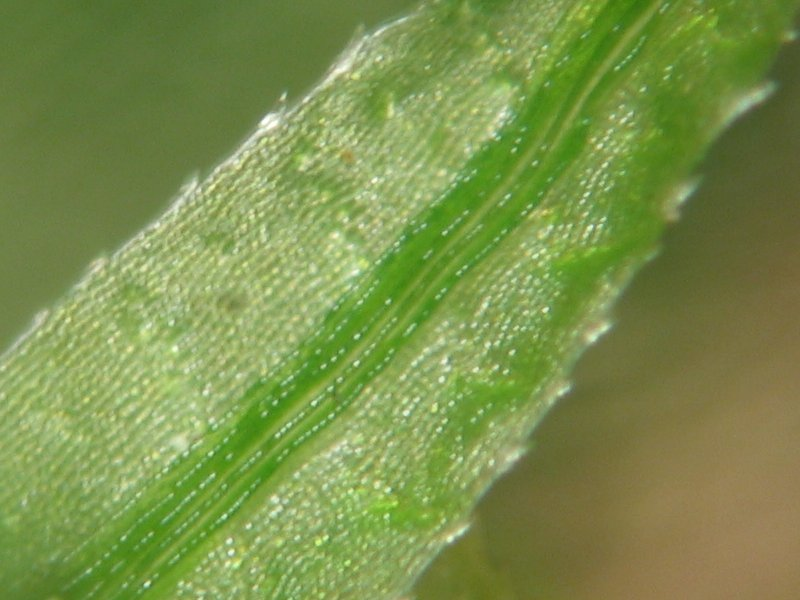
Assimilationslamellen auf der Blattoberseite
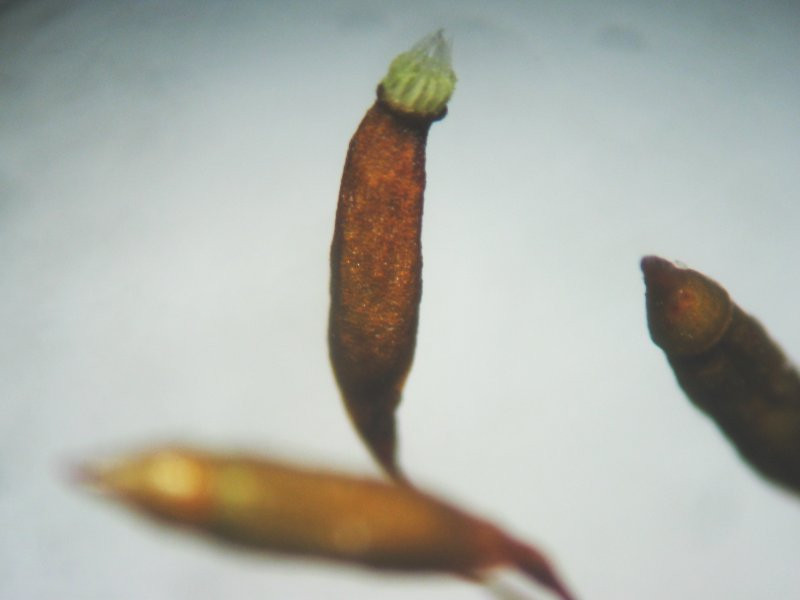
Detail der Kapseln